# 草柳千早
草柳 千早（くさやなぎ ちはや、1959年 - ）は、日本の社会学者。早稲田大学文学部教授。

## 略歴
愛知県出身。1981年慶應義塾大学文学部卒業。1983年同大学院社会学研究科修士課程修了。
生活科学研究所研究員、ぴあ総合研究所客員研究員、大妻女子大学社会情報学部助教授を経て、2008年早稲田大学文学部准教授、2009年教授。

## 著書
- 『「曖昧な生きづらさ」と社会 クレイム申し立ての社会学』（世界思想社, 2004年）
- 『〈脱・恋愛〉論 「純愛」「モテ」を超えて』（平凡社新書, 2011年）
- 『日常の最前線としての身体 社会を変える相互作用』（世界思想社, 2015年）

### 共編著
- 『逍遥する記憶 旅と里程標』（澤井敦・鄭暎惠共編, 三和書籍, 2007年）
- 『風景の意味 理性と感性』（澤井敦・鄭暎惠共編, 三和書籍, 2007年）
- 『希望の社会学 我々は何者か、我々はどこへ行くのか』（山岸健・浜日出夫共編, 三和書籍, 2013年）